# Amberley, Herefordshire
Amberley är en by i civil parish Marden, i grevskapet Herefordshire, i England. Byn är belägen 9 km från Hereford. Amberley var en civil parish 1866–1887 när blev den en del av Sutton och Bodenham. Civil parish hade 34 invånare år 1881. Byn nämndes i Domedagsboken (Domesday Book) år 1086, och kallades då Amburlege.